# Scopula ligataria
Scopula ligataria är en fjärilsart som beskrevs av Walker 1861. Scopula ligataria ingår i släktet Scopula och familjen mätare. Inga underarter finns listade.